# Thomas Kemmerich
Thomas Karl Leonard Kemmerich (Aquisgrana, 20 febbraio 1965) è un politico tedesco, dal 5 febbraio 2020 al 4 marzo 2020 Ministro presidente della Turingia. Con un mandato di soli 28 giorni, è stato il ministro in carica per più breve tempo come presidente della Turingia e come capo di un governo statale nella Repubblica Federale di Germania.
Imprenditore nato nella Germania Ovest e stabilitosi a Erfurt dopo la Riunificazione, fu eletto nel consiglio comunale della città nel giugno 2009, poi al Landtag della Turingia ad agosto. Ha perso questo mandato nel 2014. È stato nominato presidente dell'FDP regionale nel 2015 ed è tornato al Parlamento dello stato federato nell'ottobre 2019.
Il 5 febbraio 2020, è stato investito della carica di ministro presidente in particolare con il sostegno di Alternativa per la Germania (AfD) ed è succeduto a Bodo Ramelow. La sua elezione provocò un terremoto politico in Germania e oltre, poiché divenne il primo capo di governo tedesco a salire al potere con il sostegno dell'estrema destra. Ha annunciato le sue dimissioni il giorno successivo e ha invitato i deputati a indire elezioni anticipate. Lascia l'ufficio il 4 marzo seguente.

## Formazione
Nel 1984 Kemmerich ha conseguito la maturità presso il Pius-Gymnasium di Aquisgrana e ha completato un apprendistato commerciale all'ingrosso e al dettaglio fino al 1987. Allo stesso tempo ha studiato giurisprudenza all'Università di Bonn e si è laureato nel 1989.

## Carriera politica
Kemmerich è stato deputato al Landtag della Turingia tra 2007 e 2014. Nel 2015, era eletto presidente dell´FDP dello stato federale. Nei elezioni federali del 2017, Kemmerich vinse un mandato al Bundestag, due anni dopo si ritirò da Berlino per candidarsi di nuovo al Landtag. Dopo aver perso tutti sedili nel parlamento statale nel 2014, l′FDP nel 2019 vinse 5,4% del voto, assicurando il ritorno al Landtag.

### Ministro presidente della Turingia
Dal 2014 la Turingia era governata da una coalizione tra la sinistra (Die Linke), l′SPD e I Verdi sotto il ministro presidente Bodo Ramelow. La coalizione perse la sua maggioranza nei elezioni di 2019, ma rimase l′unica opzione per formare un governo. L′alternativa sarebbe stata una coalizione tra CDU, FDP e l´estrema destra AfD, una formazione considerato un tabù politico. Il 5 febbraio 2020, Ramelow non poteva essere votato dal Landtag al primo e secondo scrutinio. Kemmerich dichiarò la sua candidatura simbolica per l′incarico del capo del governo, non avendo aspettative di riuscirci. Durante il terzo scrutinio, l′AfD sotto Björn Höcke realizzò una manovra diversiva: indicò un politico indipendente come candidato, ma durante l′elezione l′AfD votò per Kemmerich. (n deputato dell′AfD dichiarò anche fieramente che si trattasse di una trappola politica. Kemmerich accettò la propria elezione, causando uno scandalo politico al livello nazionale poiché per la prima volta dopo il 1945, un governatore tedesco aveva raggiunto il potere con l′aiuto di deputati dell′estrema destra. La mossa politica di Kemmerich causò sdegno in Germania, anche medie internazionali diedero attenzione allo scandalo. Annegret Kramp-Karrenbauer si ritirò come presidente dalla CDU e come possibile candidato cancelliere, stante del ruolo della CDU in Turingia. Il 6 febbraio 2020 Kemmerich ha annunciato che avrebbe indetto nuove elezioni, essendo stato fortemente criticato anche dal proprio partito. Dopo Reinhold Maier eletto nel Baden-Württemberg, è il secondo ministro presidente della FDP nella storia tedesca. Poco dopo, Ramelow riguadagnò l′incarico. Dopo questi fatti, Kemmerich è stato criticato anche per una vicinanza a complottisti e neonazisti durante una manifestazione contro le misure contro la pandemia di COVID-19.